# بيت السلايف (مسلسل)
بيت السلايف مسلسل مصري عن الصراعات والمشاكل بسبب الميراث تم عرضه في 18 فبراير 2018 بدولة الإمارات العربية المتحدة.  

## طاقم العمل

### الممثلين
- بوسي
- منة فضالي
- حازم سمير
- أحمد صلاح حسني
- طارق صبري
- أحمد عصام
- أشرف زكي
- جيهان خليل
- أحمد الشامي
- أشرف مصيلحي
- عمرو رمزي
- شيرين أبو العز
- عبير منير
- مي فخري
- نيفان صبري
- أحمد عتريس
- مصطفى حشيش
- شريف باهر
- تامر كرم
- رباب ممتاز
- إسماعيل فرغلي
- فلك نور
- تغريد فهمي
- عمرو شميس
- محمود بشير
- إسلام سعيد
- محمد عطية
- إيهاب بكير
- عبير فاروق
- نوال سمير
- كريم عبدالجواد
- خالد حجاج
- كلوديا حنا
- ياسمين علي
- سمر جابر
- ندى بهجت
- علياء أحمد
- عاصم بجاتو
- نهى الليثي
- هدير الديب
- خلود سرحان
- فيروز
- ولاء الحناوي
- حنان العربي
- محمد عبدالحليم
- ماجد عبدالعظيم
- يسرية السيد
- جمال حجاج
- هشام كامل
- حازم فؤاد
- أحمد محمد كامل
- ندى سيف
- ياسيمين أحمد
- أدهم عبدالله
- زياد وهبه
- حنان شوقي
- عبير صبري
- سمير حكيم
- سيد زكي
- ممدوح سالم
- وائل عنتر
- خالد فضل
- علاء الموازيني
- نور نصر
- انجي عبدالمنعم
- صابر إمبابي
- رضا أبو اليزيد
- علي سيف
- إيهاب مالك
- أحمد عبدالحميد
- أشرف خاطر
- ثروت عويس
- علاء مشمش
- محمود الخولي
- سيد عيد
- نجي رجائي
- جورج
- عادل علي
- ميان الحلواني
- شاهي سليمان
- سمير جوهر
- لبنى عمر
- عبد الرؤوف الجندي
- إبراهيم إمام
- أشرف عبد الوهاب
- شريف حسن
- هاني السيد
- خالد العيسوي
- إيمان سالم

### إنتاج
- إم بي أيه للإنتاج (منتج)
- جولد تاتش للإنتاج (منتج)
- مفيد الرفاعي (منتج)
- محمود شميس (منتج فني)
- خالد الحضري (منتج فني)

### موسيقى
- حسين مصطفى محرم (كلمات التترات والأغاني)
- مدين. (الألحان والموسيقى التصويرية وغناء النهاية)
- ياسمين علي. (غناء المقدمة والنهاية)
- أحمد عبد السلام   (التوزيع الموسيقي والماستر)
- سعد حسونة (إعداد موسيقى)

### إخراج
- محمد عبد الخالق (مخرج)
- أمير علوي (مخرج منفذ)
- محمد فاروق أبو الدهب (سكريبت اكسسوار)

### ماكياج
- طارق الصغير (كوافير)
- مجدي خلف (كوافير بوسي)
- كريم حنفي (ماكيير عبير صبري)

### مونتاج
- إسلام سميز (مونتير)
- رجب أحمد (مونتير مساعد)
- محمود سعد أبو النصر (مونتير الصوت)

### ديكور
- أسامة الشناوي. (التصميم الفني والديكور)
- عباس صابر (منسق مناظر)

### ملابس
- منى الزرقاني (تصميم أزياء وستايلست)
- هاني البحيري (فساتين سهرة لمنة فضالي)

#### توزيع
- إم بي أيه للإنتاج (موزع داخل مصر)
- جولد تاتش للإنتاج (موزع خارجي)

### صوت
- سعد حسونة (مكساج)
- أحمد عبد السلام (مكساج الأغاني)
- فؤاد محمد (مهندس الصوت)
- عدي حسين (مهندس الصوت)

### تأليف
- عادل توفيق (قصة)
- حسين مصطفى محرم (سيناريو وحوار)